# Lascăr Vorel
Lascăr Vorel (Iași, 19 de agosto de 1879 - Munique, fevereiro de 1918) foi um pintor pós-impressionista romeno cujo estilo está fortemente associado ao Expressionismo.

## Trabalhos

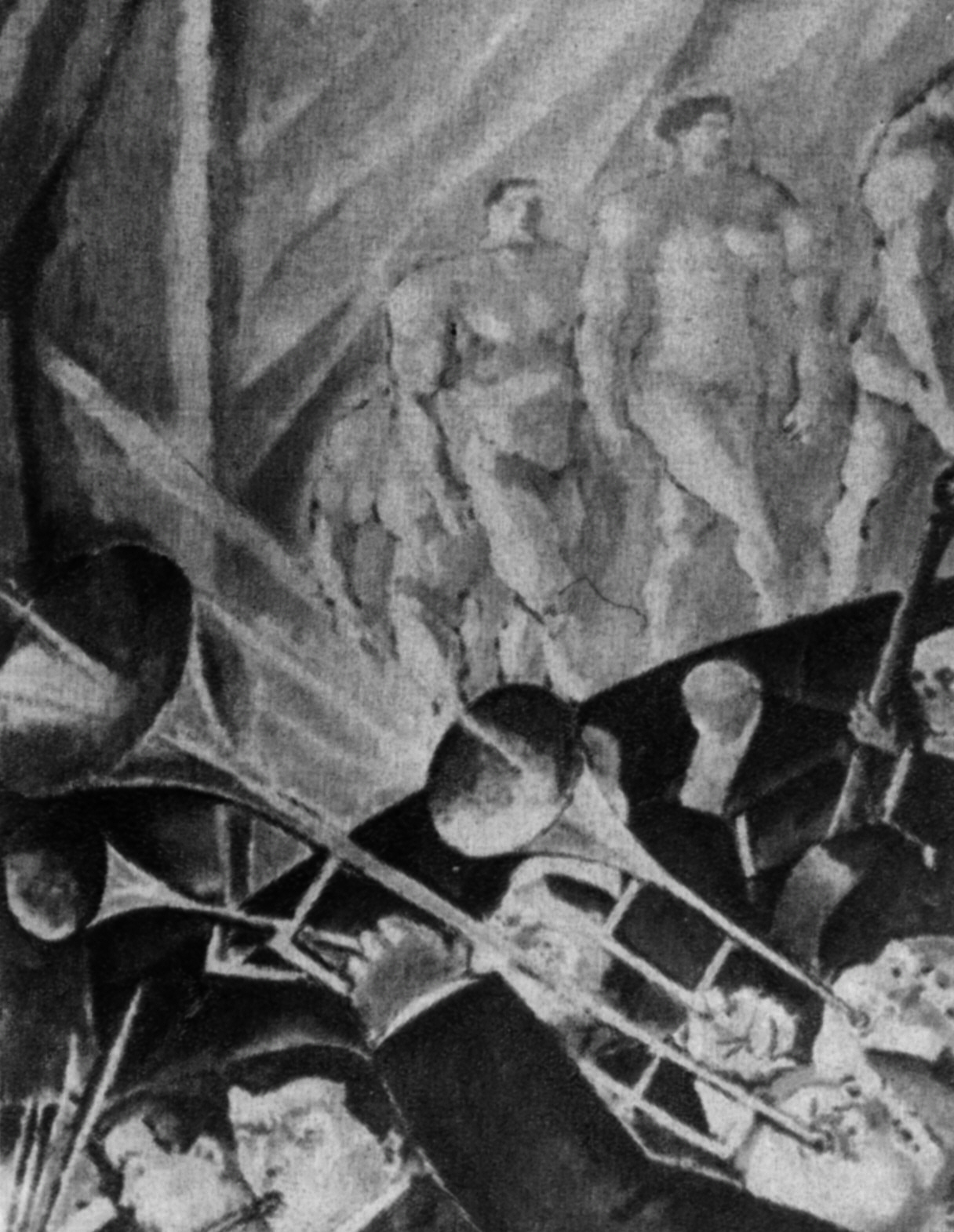
Os Acrobatas
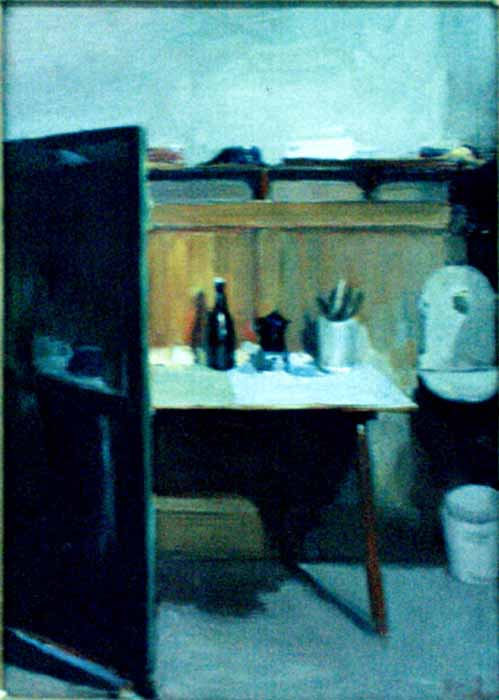
Corner of the Painter's Studio
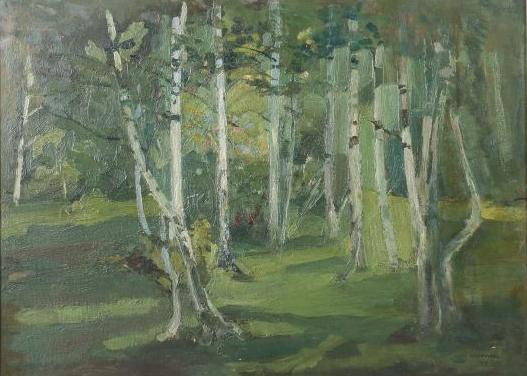
1909 paisagem